# Кмита, Станислав
Станислав Кмита-Собенский (пол. Stanisław Kmita Sobieński ; около 1450—1511) — польский магнат, государственный и военный деятель.

## Биография
Представитель польского дворянского рода Кмита герба «Шренява». Четвёртый сын каштеляна львовского Яна Кмиты (Яна Носека из Собеня) (? — 1458/1460). Младший брат каштеляна краковского Петра Кмиты.
В 1465 году начал обучение в Краковском университете. После учёбы некоторое время хозяйничал вместе с братьями и матерью в унаследованных родительских поместьях. Мечтал о духовной карьере, был в 1479—1483 годах каноником сандомирским. 17 августа 1484 года в саноцком земском суде вместе с братьями Петром и Анджеем участвовал в деле попечительства двоюродной сестры Барбары Кмита из Дубецко (в этот день братья поделили наследие дяди — воеводы сандомирского Добеслава Кмиты — с Барбарой, купили у неё местечко Дубецко с окрестностями за 6 тысяч флоринов. Этот раздел родовых владений был утвержден королем Казимиром Ягеллончиком в 1487 году.
Станиславу Кмите стал принадлежать замок Собен и окрестные села в Саноцкой земле. В 1488 году он был назначен каштеляном саноцким, в декабре 1489 года стал каштеляном пшемысльским. Отношения с королевским двором были значительно слабее брата Петра, поэтому чаще участвовал в судебных делах, чем в публичных. Сосед Пётр Гербурт из Фельштина в 1492 году судился со Станиславом Кмитой за нападение и сожжение имения Бойск (Збойск).
После смерти короля Казимира IV Ягеллончика Станислав Кмита вместе с братом Петром был в небольшой группе знати, не поддержавших избрание новым королем его сына Яна I Ольбрахта. В 1497 году участвовал в неудачном молдавской походе, за это получил от короля 2 села в Перемышльской земле (конфискованные у шляхты, отсутствующей на походе). С тех пор находился в советниках польских королей, братьев Яна I, Александра и Сигизмунда Ягеллонов. Был свидетелем примирения с молдавским господарем Стефаном III 15 апреля 1499 года, в начале мая участвовал в переговорах по польско-литовской унии, в октябре медлил с прибытием посполитого ополчения Перемышльской земли к старосте русскому Петру Мышковскому. В 1501 году Станислав Кмита был назначен воеводой белзским, в 1502 году стал старостой пшемысльским, имел судебный спор с Петром Гербуртом из Фельштина (имевший в залоге часть имений пшемысльского староства за предоставленный королю ссуду в размере 4000 золотых). В 1504 году польский король Александр Ягеллончик выкупил заложенную часть Перемышского староства. После смерти брата Петра в течение одного года занимал пост старосты спишского. В 1506 году на Любельском сейме пообещал 19 апреля 1506 года отдать староство новому чиновнику (король списал годовой доход). В 1507 году Станислав Кмита присутствовал на коронационном сейме в Кракове, стал русским воеводой (запечатанный свидетелем 16 апреля 1507 года, в этот день одолжил королю 2 000 злотых, в залог получил королевский городок Сломники). В 1508 году находился в окружении короля, заключил соглашение с королем о выкупе пшемысльского староства. В феврале 1511 года был на Пётркувском сейме.

## Семья
Жена — Катажина Тарнвоская, дочь краковского воеводы Яна Амора Тарновского «Младшего». Дети:
- Петр Кмита Собенский (1477—1553), воевода краковский (1536—1553)
- Станислав Кмита из Леско (? — 1538), каштелян львовский (1536), воевода белзский (1537—1538)
- Анна Кмита, 1-й муж — подкоморий и староста велюнский Якуб Кобыленский; 2-й муж — подкоморий пшемысльский Анджей Барзи
- Катажина Кмита, муж — каштелян саноцкий Анджей Стадницкий из Жмигуда

## Собственность
После раздела родительского имущества получил замок Собен, городки Бабице, Леско, 30 сел. После смерти брата Петра получил 7 сел в Краковском воеводстве, дворик в Кракове. Имел 2 села по королевскому предоставлению, староство пшемысльское.